# Isole Matsu
Le isole Matsu (cinese semplificato: 马祖列岛; cinese tradizionale: 馬祖列島; pinyin: Mǎzǔ Lièdǎo; dialetto di Fuzhou: Mā-cū liĕk-dō o, meno frequentemente, cinese semplificato: 马祖群岛; cinese tradizionale: 馬祖群島; pinyin: Mǎzǔ Qúndǎo; dialetto di Fuzhou: 馬祖島 Mā-cū-dō̤) sono un arcipelago minore di 19 isole e isolette nello Stretto di Taiwan amministrate, come Contea di Lienchiang (連江縣; Lièng-gŏng-gâing) nella Provincia di Fujian, della Repubblica di Cina (Taiwan). Non tutto ciò che fa storicamente parte della contea di Lienchiang è sotto il controllo della RDC. La Repubblica Popolare Cinese controlla la parte della contea sul continente ed ha un'amministrazione separata per quella giurisdizione, la Contea di Lianjiang, che rivendica l'intero arcipelago come parte del suo Comune di Mazu (媽祖鄉; Mā-cū-hiŏng).
Le isole prendono il nome dalla dea Matsu (o Mazu). Kinmen è l'altro arcipelago sulla costa del Fujian controllato dalla RDC.

## Storia
La migrazione di abitanti dal Fujian continentale sulle Isole Matsu iniziò durante la dinastia Yuan. La maggior parte degli immigrati venivano da Houguan (侯官), l'odierna Contea di Changle (長樂縣; Diòng-lŏ̤h-gâing), nel Fujian.
Le isole furono occupate per qualche tempo da alcuni marinai di Zheng He. All'inizio della dinastia Qing, esse divennero luogo di raduno dei pirati, costringendo temporaneamente i residenti ad abbandonarle.
Alla fine della Prima guerra sino-giapponese nel 1895, le Isole Matsu, essendo parte del Fujian, non furono cedute al Giappone dalla Cina insieme a Taiwan e alle Isole Penghu, né furono occupate dal Giappone stesso durante la Seconda guerra mondiale, come accadde invece a Kinmen.
Dopo che il Kuomintang (KMT) si ritirò a Taiwan nel 1949, la Repubblica di Cina mantenne il controllo sulla parte della Contea di Lienchiang al largo della costa, nonché sull'intera Contea di Kinmen.
L'espressione "Quemoy e Matsu" entrò nel linguaggio politico statunitense nelle elezioni presidenziali del 1960. Durante i comizi, entrambi i candidati, Richard Nixon e John F. Kennedy, promisero di usare le forze militari americane se necessario per proteggere la Repubblica di Cina da un'eventuale invasione della Repubblica Popolare Cinese, ossia la Cina continentale, che gli Stati Uniti a quel tempo non riconoscevano come governo legittimo. I due candidati avevano però idee diverse sull'opportunità di usare le forze statunitensi per difendere anche le posizioni avanzate della RDC, ossia appunto Quemoy e Matsu. Kennedy, infatti, affermava che queste isole - appena poche miglia al largo della costa della Cina e a più di cento miglia da Taiwan - erano strategicamente indifendibili e non erano essenziali alla difesa di Taiwan. Al contrario, il vice presidente Nixon sosteneva che, dal momento che Quemoy e Matsu erano nell' "area della libertà", non avrebbero dovuto essere cedute ai Comunisti per una questione di "principio".
Nell'aprile 2003, il governo della contea cominciò a considerare la possibilità di cambiare il nome in Contea di Matsu per evitare confusione con la contea omonima sul continente. Alcuni locali si opposero a questa proposta perché ritenevano che riflettesse il punto di vista favorevole all'indipendenza di Taiwan del Partito Progressista Democratico..

## Comuni

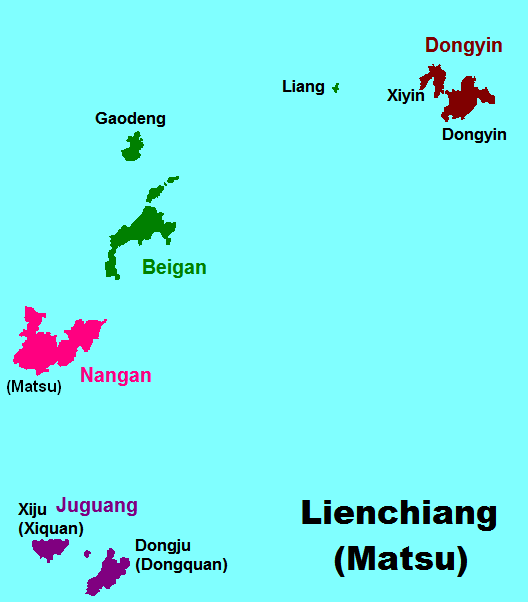
Suddivisioni in comuni della contea di Lienchiang

La Contea di Lienchiang (della Repubblica di Cina) è attualmente divisa in quattro comuni:
- Comune di Nangan (南竿鄉; Nángān; letteralmente "Canna da pesca meridionale"; dialetto di Fuzhou: Nàng-găng-hiŏng)
- Comune di Beigan (北竿鄉; Běigān; letteralmente "Canna da pesca settentrionale"; dialetto di Fuzhou: Báe̤k-găng-hiŏng)
- Comune di Juguang (莒光鄉; Jǔguāng; letteralmente "Splendore del Regno di Ju"; dialetto di Fuzhou: Gṳ̄-guŏng-hiŏng)
- Comune di Dongyin Township (東引鄉; Dōngyǐn; letteralmente "Benvenuti a Est"; dialetto di Fuzhou: Dĕ̤ng-īng-hiŏng)

In tutto, ci sono 22 villaggi a Lienchiang, che sono ulteriormente suddivisi in 137 distretti (鄰; lín).
Tutti i comuni, ad eccezione di Juguang, prendono nome dall'isola più grande nella loro area amministrativa, ma la maggior parte dei comuni include anche altre isolette.

## Geografia
L'arcipelago delle Matsu comprende cinque isole principali: Nangan, Dongju e Xiju (entrambe nel comune di Juguang), Beigan e Dongyin. Le isole minori includono Liang (亮島), Gaodeng (高登), Daqiu (大坵) e Xiaoqiu (小坵), tutte appartenenti al comune di the Beigan.
- Nord: 26°18' N
- Sud: 25°56' N
- Est: 120°1'20" E
- Ovest: 119°51' E

Un altro gruppo di coordinate: 119°51'-120°31' E, 25°55'-26°44' N.
Dongyin è l'isola più settentrionale e Dongjyu quella più meridionale.
- Dongyin è a 100 miglia nautiche (190 km) da Keelung (Taiwan), a 180 dalle isole Penghu, e a poco oltre 10 miglia nautiche (19 km) dalla Cina continentale.
- I suoli non sono adatti alla coltivazione.
- Il punto più alto è su Beigan, 298 m.

Superfici:
- Nangan: 10.43 km²
- Beigan: 8.86 km²
- Dongyin: 4.35 km²
- Isole Juguang: vedi Juguang.

La temperatura media annuale è 8,9 °C, con il punto più basso a 1,3°.
Il numero totale di isole e isolette è 19.

## Demografia
I residenti delle Isole Matsu parlano il dialetto di Fuzhou (福州話), un dialetto della lingua min dong.
Parecchie isole non sono abitate in modo permanente, mentre su alcune sono di stanza soldati della Repubblica di Cina.

## Economia
L'agricoltura produce riso, canna da zucchero, tè e arance. Tra i prodotti ittici, largamente esportati sono pesci, vongole e meduse.

## Turismo

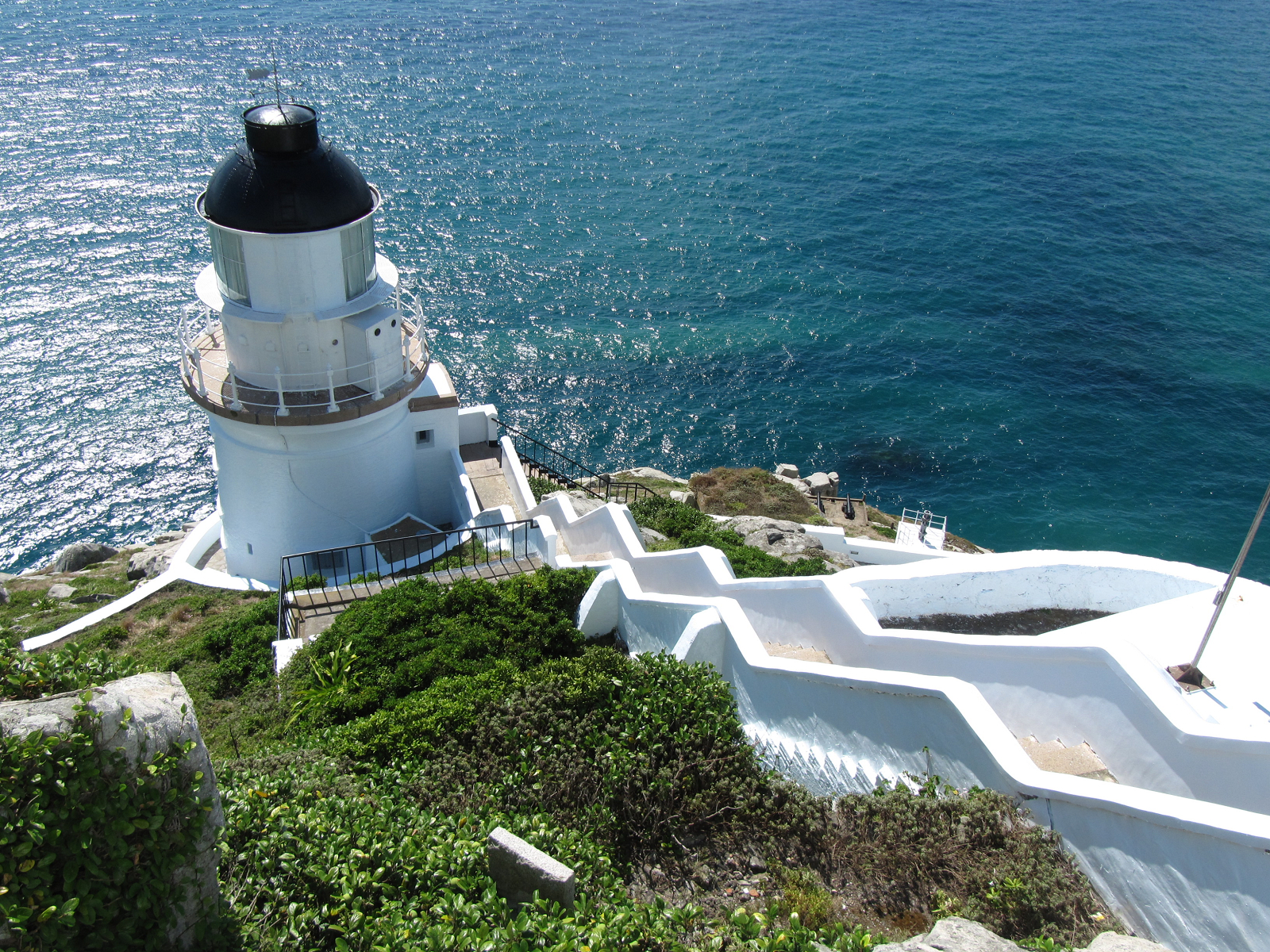
Il faro di Dongyong, una delle principali attrazioni del comune di Dongyin

Una delle risorse più promettenti per l'economia locale è il turismo. Il governo della Contea di Lianjiang sta facendo grandi sforzi per attirare un maggior numero di visitatori nelle isole Matsu, specialmente tra gli stranieri.
Infatti le isole Matsu sono famose per i loro siti storici e per le loro bellezze naturali. A causa delle loro ridotte dimensioni, lo scooter è il mezzo migliore per muoversi nelle isole, specie in quelle più grandi come Nangan e Beigan, che hanno comunque entrambe un regolare e conveniente servizio di autobus e taxi.
Sia Nangan che Beigan dispongono di aeroporti (il principale è a Nangan), ma per gli spostamenti tra le varie isole il mezzo più usato sono le barche.
Nangan è il capoluogo delle Matsu ed è famosa per il suo suggestivo tunnel di granito, come pure per il Forte di Ferro (Iron Fort). Ha due strade principali interconnesse, ciascuna delle quali conduce a siti diversi, ma essendo collegate non ci vuole molto per visitare tutti i siti sull'isola.
Anche Beigan possiede un grande tunnel di granito. Come quello di Nangan, fu costruito durante gli anni 1960 per scopi militari (entrambe le isole hanno ospitato a lungo basi dell'esercito). Le due gallerie, chiamate tunnel di Be-Hei, furono una notevole opera ingegneristica per l'epoca e richiesero lo sforzo di migliaia di uomini. In particolare, il tunnel di Nangan è lungo 700 m, largo 10 e alto 16. Fu completato in 820 giorni con picconi, vanghe ed esplosivi; i lavori costarono anche la vita di un plotone di soldati. Considerata zona militare, la galleria fu aperta solo nel 1990. La sua struttura e imponenza è ancora oggi di grande effetto e rappresenta una delle principali attrattive delle Matsu.
Il Forte di Ferro è collocato sul lato sud-orientale dell'isola di Nangan. Posto su una piccola scogliera, fu costruito per difendere la posizione, particolarmente vulnerabile agli attacchi esterni o al contrabbando illegale di materiali. Il forte è munito di spazi per mitragliatrici multiple e di rudimentali strutture per l'alloggio. Ora è aperto al pubblico e la maggior parte dell'attrezzatura è stata rimossa: il sito offre comunque una vivida testimonianza delle condizioni di vita dei soldati del tempo.
Il villaggio di Chin Be si trova a Beigan ed era rinomato per la sua caratteristica architettura e la sua storia. Molti degli edifici risalivano al periodo tra la fine del XIX e l'inizio del XX secolo. Il villaggio, un tempo occupato da oltre cento famiglie, fu in seguito abbandonato dai pescatori, scoraggiati dalle dure condizioni di vita, e nel secondo dopoguerra gli abitanti si erano ridotti a meno di venti famiglie. Fortunatamente, negli anni 1960 il governo locale restaurò il villaggio, che divenne una meta di attrazione turistica, anche per la posizione favorevole. Chin Be si trova infatti su una bella spiaggia, che domina la costa cinese.
Altri siti famosi comprendono la distilleria del Tunnel 88, il tempio di Matsu, il porto marittimo di Fu-Au e vari tipi di monumenti.

## Riserve naturali
Dal 1990, la contea controlla il Santuario degli uccelli delle Isole Matsu (馬祖列島燕鷗保護區), che si estende attraverso otto isole e isolette nei Comuni di Nangan, Beigan e Tongyin. Contiene 30 specie in 15 ordini, per la maggior parte gabbiani e sternidi. Nel 2000, quattro coppie di sterne di Bernstein, una specie gravemente minacciata e che precedentemente si pensava fosse addirittura estinta, furono scoperte a nidificare sulle Isole Matsu, dando loro importanza in termini di conservazione.
Ci sono muschi e felci rari o assenti altrove nella RDC.

## Connessione con la dea
La parola "Matsu", benché derivi dal nome dalla dea Matsu (o Mazu), è scritta con un carattere diverso che ha un tono differente. Ma le isole Matsu non sono il luogo di nascita di Lin Muoniang, la fanciulla umana che poi, secondo la leggenda, divenne la dea Matsu — tale luogo è invece l'isola di Meizhou — ma il luogo della sua morte (in un porto di mare che prende nome da lei sull'isola Nangan).
Il Palazzo dell'Imperatrice celeste di Nangan Matsu (馬祖南竿天后宮), un tempio dedicato alla dea, contiene il sarcofago di Lin Muoniang. Non è, tuttavia, così popolare come il tempio di Meizhou.
La maggior parte dei pellegrini taiwanesi di Meizhou inizia il proprio viaggio nelle isole Matsu perché sono la base controllata da Taiwan più vicina a Meizhou, che è controllata dalla RPC.